# Escut de monja

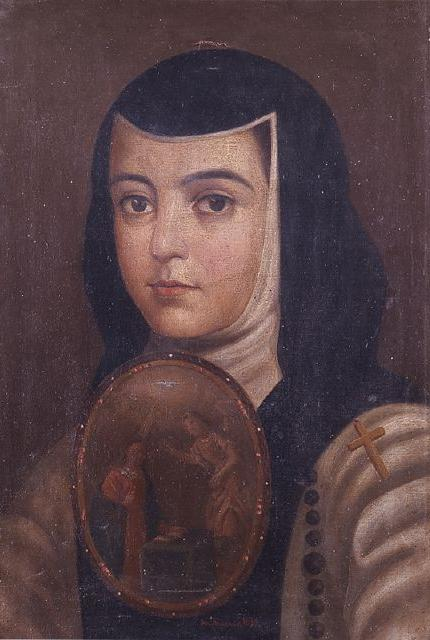
Joana Inès de la Creu amb un escut de monja.

Els escuts de monja van ser un gènere d'art devocional que va ser molt popular als segles XVII i xviii a Espanya i als territoris coneguts en aquella època com a Nova Espanya (avui Mèxic), consistents en petites peces pictòriques a l'oli o brodats dins de les quals es representaven escenes religioses, que les religioses portaven en el pit durant la presa de vots i amb les quals eren pintades, al seu torn, en celebracions religioses o conventuals. Era usat com a accessori dins del vestuari de les religioses que es col·locava al pit sobre l'escapulari o sobre la capa.

## Descripció
Els escuts de monja pertanyen a la tradició de les miniatures europees, heretades a Amèrica a través dels colonitzadors espanyols i adoptada en els espais religiosos de la Nova Espanya.
Els escuts eren pintats a l'oli, ordinàriament, sobre plaques rodones o ovalades de coure, amb un marc que vorejava la imatge principal, en el qual es col·locaven imatges de flors o altres motius ornamentals.
Un dels motius més freqüents era la Mare de Déu, la qual cosa identificava a la monja que portava l'escut amb l'ideal d'esposa de Crist, no obstant això, era també comú pintar escenes bíbliques o de vides de sants.
Alguns dels millors pintors que van incórrer en aquest estil religiós van ser com José de Páez, Luis Juárez, Miguel Cabrera o Zurbarán, entre d'altres.